# Miriam Oremans
Miriam Oremans (9 de septiembre de 1972 en Berlicum, Provincia de Brabante Septentrional, Países Bajos) es una tenista profesional retirada de la actividad. El 26 de julio de 1993 llegó a la posición Nro. 25 en el ranking mundial, la más alta de su carrera.
No obtuvo ningún título en sencillos a lo largo de su carrera, pero ganó tres títulos en categoría dobles. En 1992 fue finalista del torneo de Wimbledon en dobles mixto, junto al tenista Jacco Eltingh.
Su máximo logro deportivo se dio en los Juegos Olímpicos de Verano de Sídney 2000, donde se adjudicó medalla de plata en dobles junto a Kristie Boogert, perdiendo la final con las hermanas Venus y Serena Williams.

## Finales

### Olímpicas

#### Dobles: 1 (0–1)
| Resultado | Año  | Torneo      | Superficie | Compañera       | Oponentes                      | Marcador |
| --------- | ---- | ----------- | ---------- | --------------- | ------------------------------ | -------- |
| Plata     | 2000 | Sídney 2000 | Dura       | Kristie Boogert | Serena Williams Venus Williams | 1–6, 1–6 |

## Finales WTA

### Sencillos 5
| Leyenda     |   |
| Grand Slam  | 0 |
| WTA         | 0 |
| Tier I      | 0 |
| Tier II     | 0 |
| Tier III    | 0 |
| Tier IV & V | 0 |
| Olímpicos   | 0 |

| Resultado | No. | Fecha           | Torneo          | Superficie | Oponente en la final | Resultado en la final |
| Finalista | 1.  | Junio de 1993   | Volkswagen Cup  | Césped     | Martina Navratilova  | 6–2, 2–6, 3–6         |
| Finalista | 2.  | Junio de 1997   | UNICEF Open     | Césped     | Ruxandra Dragomir    | 7–5, 2–6, 4–6         |
| Finalista | 3.  | Junio de 1998   | Heineken Trophy | Césped     | Julie Halard-Decugis | 3–6, 4–6              |
| Finalista | 4.  | Octubre de 2000 | WTA Bratislava  | Dura (i)   | Dája Bedáňová        | 1–6, 7–5, 3–6         |
| Runner-up | 5.  | Junio de 2001   | DFS Classic     | Césped     | Nathalie Tauziat     | 3–6, 5–7              |